# Roald van Hout
Roald van Hout (* 23. April 1988 in Waddinxveen, Südholland) ist ein niederländischer Fußballspieler, der auf der Position des Mittelfeldspielers spielt. Er ist in der Eerste Divisie für Sparta Rotterdam aktiv. Zuvor spielte er in der Eredivisie für RKC Waalwijk.